# Takayoshi Ishihara
Takayoshi Ishihara (石原 崇兆 Ishihara Takayoshi?, nacido el 17 de noviembre de 1992 en Fuji, Shizuoka) es un futbolista japonés que se desempeña como centrocampista en el Vegalta Sendai de la J1 League.

## Trayectoria

### Clubes
| Club                | País  | Año         |
| ------------------- | ----- | ----------- |
| Fagiano Okayama     | Japón | 2011 - 2014 |
| Matsumoto Yamaga FC | Japón | 2015 - 2018 |
| Vegalta Sendai      | Japón | 2019 -      |

## Estadística de carrera

### J. League
| Club                | Año   | J. League | J. League | Copa J. League | Copa J. League | Total | Total |
| Club                | Año   | Part.     | Goles     | Part.          | Goles          | Part. | Goles |
| ------------------- | ----- | --------- | --------- | -------------- | -------------- | ----- | ----- |
| Fagiano Okayama     | 2011  | 27        | 1         | -              | -              | 27    | 1     |
| Fagiano Okayama     | 2012  | 35        | 2         | -              | -              | 35    | 2     |
| Fagiano Okayama     | 2013  | 39        | 2         | -              | -              | 39    | 2     |
| Fagiano Okayama     | 2014  | 28        | 2         | -              | -              | 28    | 2     |
| Matsumoto Yamaga FC | 2015  | 16        | 0         | 4              | 1              | 20    | 1     |
| Matsumoto Yamaga FC | 2016  | 36        | 4         | -              | -              | 36    | 4     |
| Matsumoto Yamaga FC | 2017  | 37        | 7         | -              | -              | 37    | 7     |
| Total               | Total | 218       | 18        | 4              | 1              | 222   | 19    |